# Procampodea
Famille
Genre
Procampodea est un genre de diploures, le seul de la famille des Procampodeidae, il comporte deux espèces.

## Liste des espèces
- Procampodea brevicauda (Silvestri, 1905)
- Procampodea macswaini (Condé & Pagés, 1956)